# 王柏崴
王柏崴（2002年2月12日—），澎湖馬公人，台灣羽球運動員，澎湖首位中華民國全國羽球排名賽男單冠軍、首位中華民國全國運動會羽球比賽金牌得主，他也是合作金庫羽球隊的一員。

## 球員生涯
王柏崴來自澎湖縣馬公市。國小畢業後，經教練引薦前往高雄訓練，先後就讀高雄英明國中、高雄中學，高中時成為甲組球員，之後加入合作金庫羽球隊。
2022年，王柏崴參加歐洲四站賽事，在保加利亞國際賽獲得國際賽首冠。2023年，在德國波恩國際賽奪得生涯第二冠；9至10月間，王柏崴接連在第二次全國羽球排名賽和全國運動會羽球比賽奪冠，兩項賽事皆是首次由澎湖人奪得。

## 主要比賽成績
只列出曾進入準決賽的國際賽事成績：
| 年份   | 賽事                   | 公開賽級別 | 項目     | 成績   |
| ------ | ---------------------- | ---------- | -------- | ------ |
| 2022年 | 保加利亞羽毛球國際賽   | 未來系列賽 | 男子單打 | 冠軍   |
| 2023年 | 奧地利羽毛球公開賽     | 國際系列賽 | 男子單打 | 準決賽 |
| 2023年 | 波恩羽毛球國際賽       | 未來系列賽 | 男子單打 | 冠軍   |
| 2023年 | 丹麥羽毛球大師賽       | 國際挑戰賽 | 男子單打 | 準決賽 |
| 2023年 | 越南羽毛球公開賽       | 超級100賽  | 男子單打 | 準決賽 |
| 2024年 | 北港羽毛球國際賽       | 國際挑戰賽 | 男子單打 | 準決賽 |
| 2025年 | 越南羽毛球國際挑戰賽   | 國際挑戰賽 | 男子單打 | 準決賽 |
| 2025年 | 普吉府羽毛球國際系列賽 | 國際系列賽 | 男子單打 | 冠軍   |

| 2018-2026年 | 總決賽 | 超級1000賽 | 超級750賽 | 超級500賽 | 超級300賽 | 超級100賽 | 國際挑戰賽 | 國際系列賽 | 未來系列賽 | 其他 |